# Alz
Alz – rzeka w Niemczech (Bawaria), prawy dopływ Innu o dł. 62,6 km.
Wypływa (jako jedyna) z północnego krańca jeziora Chiemsee w pobliżu Seebruck. Przepływa m.in. przez Seebruck, Burgkirchen an der Alz, Altenmarkt an der Alz, Trostberg, Garching an der Alz. Do Innu wpływa koło Marktl. Jej dopływem jest Traun.
Rozróżnia się Obere Alz (od jeziora Chiemsee do miejscowości Altenmarkt an der Alz) oraz Untere Alz (od Altenmarkt an der Alz do ujścia).